# Kręglogłowi
Kreglogłowi – amerykańska komedia filmowa z 1996 roku.

## Główne role
- Woody Harrelson – Roy Munson
- Randy Quaid – Ishmael
- Vanessa Angel – Claudia
- Bill Murray – Ernie McCracken
- Chris Elliott – Gracz
- William Jordan – Pan Boorg
- Zen Gesner – Thomas
- Prudence Wright Holmes – Pan Boorg
- Rob Moran – Stanley Osmanski
- Daniel Greene – Calvert Munson

## Fabuła
Roy Munson jest świetnym graczem w kręgle. Wygrywa wielki turniej, pokonując dotychczasowego mistrza Erniego McCrackena. Niestety, Roy zostaje kontuzjowany w rękę, przez co nie może więcej grać. Zaczyna pić. Wtedy poznaje Ishmaela, młodego i utalentowanego kręglarza. Postanawia go trenować.